# Công báo Việt Nam Cộng hòa
Công báo Việt Nam Cộng hòa (tiếng Anh: Official Journal of the Republic of Vietnam) là tạp chí định kỳ của Chính phủ Việt Nam Cộng hòa, trực thuộc Nha Tổng Thư ký Phủ Tổng thống, xuất bản hàng tuần vào ngày thứ Bảy. Trụ sở tòa soạn đặt tại nhà in các công báo số 63 đường Tự Do, Quận 1, Sài Gòn. Ấn phẩm này do Sở Công báo phụ trách các khâu biên tập, in ấn, phân phối và quản trị. Công báo xuất bản liên tục từ số đầu tiên ra ngày 26 tháng 10 năm 1955 cho tới số cuối cùng ra ngày 19 tháng 4 năm 1975.

## Sự kiện
Công báo Việt Nam Cộng hòa số 1 đăng Bản Tuyên cáo của Ngô Đình Diệm ngày 26 tháng 10 năm 1955, Hiến ước tạm thời số 1 ngày 26 tháng 10 năm 1955, Sắc lệnh số 1-TTP ngày 26 tháng 10 năm 1955 cho phép sự từ chức của toàn thể các vị Tổng trưởng trong Chính phủ bổ nhiệm ngày 10 tháng 5 năm 1955 và ủy nhiệm các Tổng trưởng từ chức xử lý thường vụ cho đến ngày thành lập nội các mới và Bản Tuyên bố ngày 26 tháng 10 năm 1955 của Tổng trưởng Bộ Nội vụ về kết quả cuộc trưng cầu dân ý cùng năm nhằm chuyển giao từ chế độ quốc gia sang chính thể cộng hòa. Nhờ vậy mà Thủ tướng Ngô Đình Diệm của Quốc gia Việt Nam đã trở thành Tổng thống Ngô Đình Diệm của Việt Nam Cộng hòa.

## Nội dung
Nội dung công báo thường kỳ chủ yếu đăng các văn kiện lập pháp, lập quy của Nhà nước mới ban hành như: dụ, luật, sắc luật, hiến ước, hiến chương, sắc lệnh, nghị định, quyết định... của Phủ Tổng thống, Phủ Thủ tướng, Chính phủ và các Bộ, các quyết định quan trọng của đô thành Sài Gòn và các tỉnh. Ngoài ra, công báo còn thường xuyên đăng các bố cáo tư pháp và các bố cáo do luật định như: Các nghị định của Chính phủ và các Bộ về nhân viên, các sắc lệnh của Tổng thống miễn điều kiện lập con nuôi, bỏ quốc tịch, yết thị và thông cáo, bố cáo thất tung cho người mất tích, bố cáo thất lạc công khố phiếu, bố cáo mất bằng khoán, bố cáo mất trái phiếu Người cày có ruộng, bố cáo thành lập công ty... Số công báo cuối mỗi năm dành đăng mục lục các văn bản đã đăng công báo trong năm.

## Ấn bản riêng
Công báo Việt Nam Cộng hòa ngoài ấn phẩm chính ra thường xuyên vào ngày thứ Bảy, còn có loại Ấn bản Quốc hội, nội dung tập trung vào công việc làm luật của Thượng nghị viện và Hạ nghị viện Quốc hội Việt Nam Cộng hòa.